# Reidar Nyborg
Reidar Nyborg   (Ringsaker, 4 d'abril de 1923 - Ringsaker, 30 d'abril de 1990) va ser un esquiador de fons noruec que va competir durant la dècada de 1940.
El 1948 va prendre part en els Jocs Olímpics de Sankt Moritz, on va disputar dues proves del programa d'esquí de fons. Guanyà la medalla de bronze en la prova dels relleus 4x10 quilòmetres formant equip amb Erling Evensen, Olav Hagen i Olav Økern. En la prova dels 18 quilòmetres fou novè. En el seu palmarès també destaca un títol nacional el 1949.